# Theo Jørgensen
Theo Jørgensen is een Deens professioneel pokerspeler. Hij won onder meer de €10.000 Grand Prix van de World Poker Tour Rendez-Vous à Paris 2010 (goed voor een hoofdprijs van $848.736,-) en het £5.000 Pot Limit Omaha-toernooi van de World Series of Poker Europe 2008 (goed voor $397.617,-). Jørgensen verdiende tot en met juni 2014 meer dan $3.550.000,- in pokertoernooien, cashgames niet meegerekend.

## Wapenfeiten
Jørgensen maakte naam in de professionele pokerwereld toen hij in 2004 zowel de European 7 Card Stud Championship Final in Baden won (goed voor $125.248,-) als derde werd in het $5.000 Pot Limit Omaha-toernooi van de Bellagio Five-Star World Poker Classic (goed voor $41.904,-). Een jaar later won hij bijna het €500 No Limit Hold'em-toernooi van de Barcelona Open 2005, toen hij daarin tweede werd achter de Zweed Sebastian Riviere.
Jørgensen won zijn tot op dat moment grootste geldbedrag in het €4.000 No Limit Hold'em-toernooi in het European Poker Tour French Open 2006. Zijn vierde plaats was goed voor $141.643,-. Dat bedrag overtrof hij toen hij in 2007 wederom vierde werd in weer een EPT-evenement, het DKr37.500 - No Limit Hold'em-toernooi van de Scandinavian Open (goed voor $177.225),-. Dat jaar haalde Jørgensen bovendien finaletafels op zowel de World Series of Poker 2007 als op de allereerste World Series of Poker Europe. Hij eindigde in Nevada als vijfde in het $5.000 World Championship Seven Card Stud en vervolgens in Londen als achtste in het £10.000 World Championship No Limit Hold'em.
Toen Jørgensen in 2008 terugkwam naar Londen voor editie twee van de World Series of Poker Europe haalde hij er zijn eerste titel binnen en verhoogde hij het hoogste bedrag dat hij tot op dat moment won met bijna 250%. Op de World Series of Poker 2009 haalde hij weer een finaletafel in Amerika, door achtste te worden in het $2.500 Pot Limit Omaha-toernooi. Zijn allergrootste klapper moest toen nog steeds komen, in juni 2010 in Parijs. Aan de finaletafel van de €10.000 Grand Prix van de WPT Rendez-Vous à Paris 2010 liet hij zes Fransen en twee Zweden achter zich om er met de hoofdprijs van bijna 8,5 ton aan dollars (€638.377,-) vandoor te gaan. Daar voegde Jørgensen bovendien nog $255.242,- aan toe toen hij een maand later dertigste werd in het Main Event van de World Series of Poker 2010.

## WSOP-titel
| Jaar                              | Toernooi               | Prijs      |
| --------------------------------- | ---------------------- | ---------- |
| World Series of Poker Europe 2008 | £5.000 Pot Limit Omaha | $397.617,- |